# Mergozzo
Mergozzo – miejscowość i gmina we Włoszech, w regionie Piemont, w prowincji Cusio Ossola.
Według danych na rok 2004 gminę zamieszkiwało 2038 osób, 75,5 os./km².
Leży nad jeziorem Lago di Mergozzo, znajdującego się w sąsiedztwie większego Lago Maggiore.